# Sowia Kopa
Sowia Kopa (672 m n.p.m.) – szczyt w Górach Złotych, najbardziej wysunięty ku dolinie w jednym z pasm wcinających się w dolinę w pobliżu Stronia Śląskiego.
U jego stóp leżą: Stronie Śląskie, Strachocin, Goszów i Stary Gierałtów. Na jego północno-zachodnim stoku znajdują się ogrody działkowe "Pod Świerkiem". Południowe i wschodnie zbocza to teren spacerowy z trzema grupami wychodni skał (m.in. "Sowie Stopnie") i punktem widokowym. W pobliżu przechodzi  żółty szlak turystyczny. Bezpośrednio pod Sowią Kopą ulokowana jest Huta Szkła Kryształowego "Violetta". W Sowią Kopę wcinają się dwa niewielkie, obecnie nieeksploatowane wyrobiska zlokalizowane u jej podnóża: od strony Strachocina i od Goszowa.
Większą część masywu obejmują tereny leśne należące do Nadleśnictwa Lądek-Zdrój (Lasy Państwowe), porośnięte głównie bukiem z domieszką świerka i jodły.